# Aspang-Markt
Aspang-Markt – gmina targowa w Austrii, w kraju związkowym Dolna Austria, w powiecie Neunkirchen. Według Austriackiego Urzędu Statystycznego liczyła 1 782 mieszkańców (1 stycznia 2014).